# Saint-Sauveur-lès-Bray
Saint-Sauveur-lès-Bray är en kommun i departementet Seine-et-Marne i regionen Île-de-France i norra Frankrike. Kommunen ligger i kantonen Bray-sur-Seine som tillhör arrondissementet Provins. År 2022 hade Saint-Sauveur-lès-Bray 355 invånare.

## Befolkningsutveckling
Antalet invånare i kommunen Saint-Sauveur-lès-Bray
| Referens: INSEE |